# 身份自主權

实体、身份和属性/識別碼之间的关系

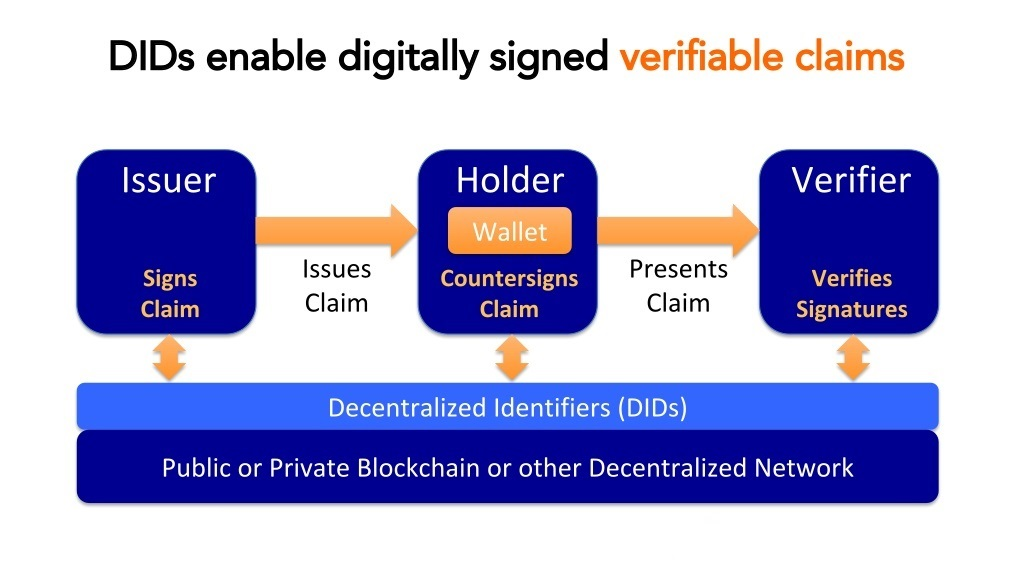
去中心化身份 (DID) 可用于SSI。

身份自主權 （英語：Self-sovereign identity, SSI），又譯作「自我主權身分」、「自主身分」；是一种数位身分驗證方法，令個人可以控制用来向网站、服务和网络应用程式驗證自己是谁的資訊。对于在网路上拥有許多永久帐户（身份）的个人而言，他们依赖許多大型身份驗證提供商，例如臉書 (Facebook Connect) 和谷歌 (Google Sign-In)。这些身分驗證提供商可以控制用以驗證個人身份相关的大量資訊。如果使用者不願意使用大型身份驗證提供商，就必須替網路上每个单独的服务创建新的帐户，使得上網體驗零碎化。在身分自主權系统中，使用者獨立於服務之外，使使用者能够以簡單且安全的方式访问服务，同时保持对自身身份資訊的控制。

## 国家主導的數位身分驗證系統

### 欧盟

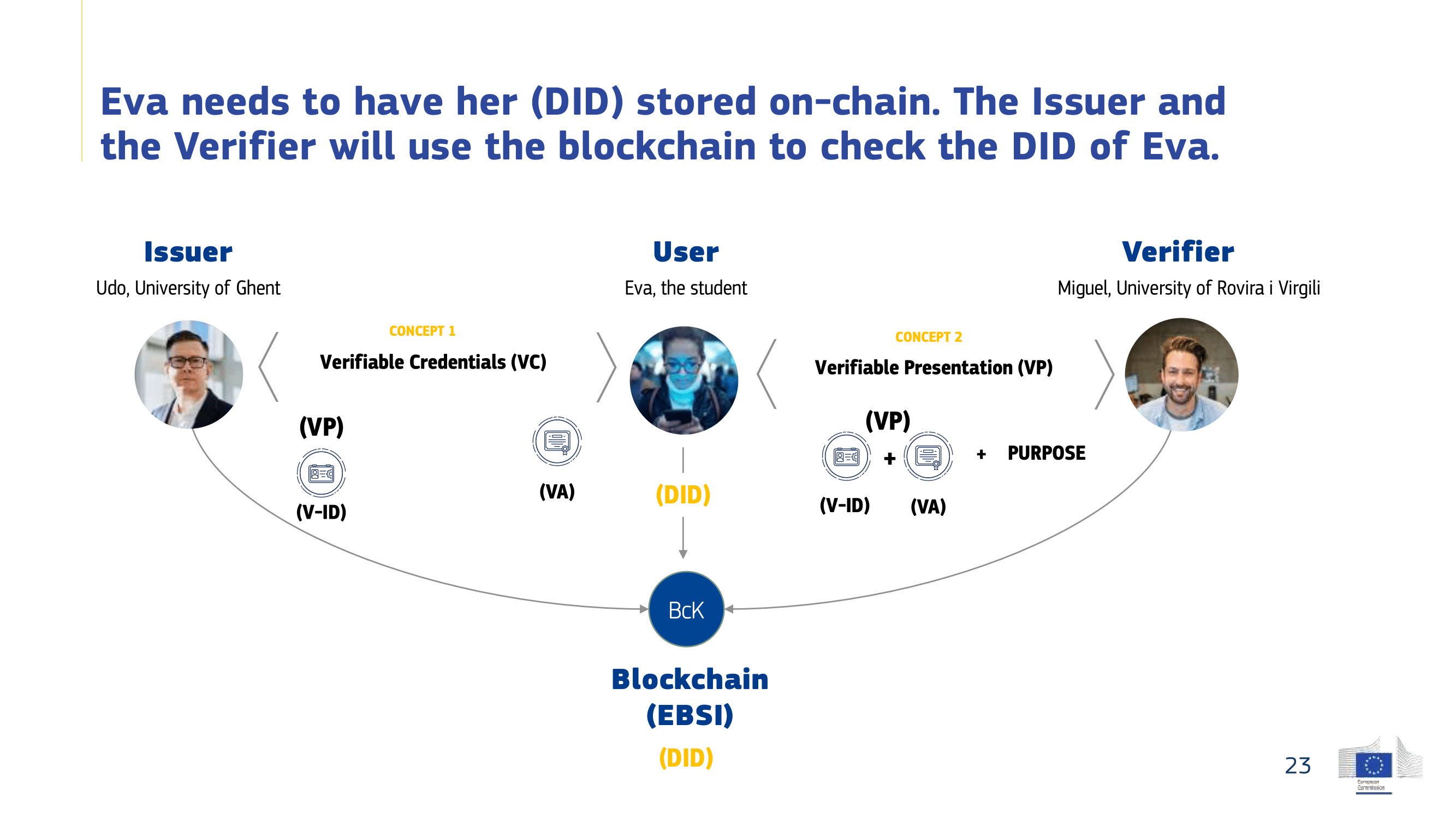
SSI示例1

欧盟正透過多项方案探索去中心化數位身份，包括INATBA、欧盟区块链观察站及论坛與欧洲SSI框架(ESSI)。欧盟创建一種兼容eIDAS的欧洲身份自主權框架 (ESSIF)。ESSIF利用了去中心化身份 (DID) 和歐盟區塊鏈服務基礎設施 (EBSI)。  

## 外部連結
- INATBA （页面存档备份，存于）
- 欧盟区块链观察站及论坛 （页面存档备份，存于）
- 欧洲SSI框架 （页面存档备份，存于）

## 另見
- 區塊鏈
- 可驗證憑證（英语：Verifiable credentials）
- 去中心化身份（英语：Decentralized identifier）（DID）
- 去中心化自治組織（DAO）
- 去中心化金融（DeFi）